# 1594.
◄ | 15. stoljeće | 16. stoljeće | 17. stoljeće | ►
◄ | 1560-ih | 1570-ih | 1580-ih | 1590-ih | 1600-ih | 1610-ih | 1620-ih | ►
◄◄ | ◄ | 1591. | 1592. | 1593. | 1594. | 1595. | 1596. | 1597. | ► | ►►
Arhitektura • Astronomija • Glazba • Kazalište • Kiparstvo • Knjige • Književnost • Kršćanstvo • Medicina • Politika • Pravo • Promet • Slikarstvo • Znanost

## Događaji
- Osmanlije su zauzele Sisak, ali su se ubrzo morale povući.

## Smrti
- Jacopo Tintoretto, talijanski slikar (* 1518.)

## Vanjske poveznice
|  | Zajednički poslužitelj ima još gradiva o temi 1594. |